# Coryne uchidai
Coryne uchidai is een hydroïdpoliep uit de familie Corynidae. De poliep komt uit het geslacht Coryne. Coryne uchidai werd in 1931 voor het eerst wetenschappelijk beschreven door Stechow. 